# Seix (Montferrer Castellbó)
 Seix o Six es una localidad española perteneciente al municipio leridano de Montferrer Castellbó, en la comunidad autónoma de Cataluña. En 2020 contaba con 4 habitantes.

## Historia
La localidad contaba hacia 1849 con 39 habitantes. En 2020 la entidad singular correspondiente contaba con 4 habitantes censados. Aparece descrita, bajo la denominación de «Six», en el decimocuarto volumen del Diccionario geográfico-estadístico-histórico de España y sus posesiones de Ultramar de Pascual Madoz de la siguiente manera:

SIX: ald. en la prov. de Lérida (20 leg.), part. jud. y dióc. de Seo de Urgel (2), aud. terr. y c. g. de Barcelona (26), ayunt. del valle de Castellbó. sit. en la pendiente de un cerro; su clima es frio, pero sano. Tiene 9 casas; igl. anejo de la parr. de  Sta. Creu, y una fuente de buenas aguas. Esta ald. se halla enclavada en térm, del valle de Castellbó, en cuyo art. pueden verse sus prod. y demas. pobl.: 9 vec., 39 alm. contr.: con el ayunt.
(Madoz, 1849, p. 411)